# 苏北
苏北即中華人民共和國江苏省在长江以北的部分，常常与苏南相对，有如下几种不同定义：
- 傳統意義上的蘇北指代江蘇長江以北的江淮官话地區（包括揚州、鹽城、淮安、泰州、南通等地區，不包括淮河以北说中原官话的徐州、连云港和宿迁）。崇明島、六合縣、浦口、江浦縣以及廣義上江南非吳語區（南京、鎮江）皆屬於蘇北。
- 地理上的苏北指江苏省长江以北的所有地区，包括崇明島全境；苏北进一步划分为江淮地区和中原地区。
- 传统观念上的苏北则仅指江苏省操江淮官话的地區，现行行政区划体制下的扬州、淮安、南通、盐城、宿迁（除宿城区和宿豫区）、连云港（除东海县北部和赣榆县）、泰州，這些地方是傳統的中国南方地區。而今徐州、宿迁的宿城区和宿豫区、连云港的东海县北部和赣榆县等操中原官话或胶辽官话的中国北方地区，不属于苏北；
- 在与苏南、苏中地区区别后，现代表述的苏北为江苏省北部的徐州、连云港、宿迁、淮安、盐城5个省辖市，统称为苏北五市[2]；

## 地理
苏北地区的地势总体上极为低平，为坦荡的平原，大部分地方河湖纵横，尤其以里下河平原的河网最为密集；苏北地区拥有众多湖泊，包括洪泽湖、高邮湖、骆马湖、白马湖、宝应湖、邵伯湖等；同时京杭运河沿扬州、淮安和徐州向山东延伸。
苏北地区东部濒临黄海，拥有大面积滩涂。历史上，苏北沿海是中国主要产盐区，近代以后，大部分地区改为棉区，仅保留连云港、盐城附近的盐场。

## 历史

### 行政区划
历史上，江苏省辖区的长江两岸在元代以前大多分属不同的政区。如宋代分属淮南东路和江南东路、两浙西路；元代分属河南江北行省、江浙行省；明代一同划归南直隶。
清代江苏建省后，曾有数次以长江为界南北分治。江南4府1州属于驻扎苏州的江苏布政使管辖，江北3府2州和江宁府（南京）属于驻扎南京的江宁布政使管辖。清末一度在清江浦（淮安）设立江淮巡抚，管辖江宁布政使所辖地区，与驻扎苏州的江苏巡抚并立。
民国时期，江苏省不再南北分治。省会设在南京（1912年到1929年）或镇江（1929年到1949年）。但是在汪精卫政权时期，江苏省省会迁往苏州，其实际管辖区域限于长江以南。苏北南半部设立以泰州为中心的苏北行署区，北半部成立以徐州为中心的淮海省。1949年到1952年，中共在华东大区下分别设立苏南行署区（驻无锡）和苏北行署区（驻扬州）。

### 经济状况
南宋以前，苏北几度繁华，曾为富庶之地。如春秋战国时的彭城（徐州）、秦汉时的淮阴、淮南、隋唐时的江都（扬州）、北宋时的江淮。
苏北在南宋黄河夺淮以后洪水灾害频发，经济文化发展开始落后于江南地区。
在明清时，由于地处京杭运河的节点上，淮安和扬州两大城市一度十分繁荣，苏北沿海为全国主要产盐区。
民国以后，苏北地区通过兴修导淮入江、苏北灌溉总渠等水利工程，已经成为重要的农业区。但是经济发展水平与苏南比较仍有一定差距。例如1931年，江苏
95%的产业工人集中在上海、无锡、常州。在苏北，仅南通有一定数量的产业工人。而更北边的城市如扬州、盐城、阜宁则只有为数不足100名的产业工人。
苏北南部的扬州、泰州、南通3市发展水平相对较高，被划为苏中。南京和镇江也曾一度被划入苏中。

## 文化
除徐州市全市、宿迁市市区及沭阳县西北部，以及东海县西部等地属于北方中原官话区，连云港市赣榆区属胶辽官话区外，苏北地区的方言以江淮方言为主，泗陽縣，泗洪縣（1955從安徽省劃入）皆屬於江淮方言向中原官話過渡區域，既保留江淮方言特點，又能感覺到中原官話的味道，很難明確表示屬於哪一種語言區。
南通市的东部(通州市、海门市、启东市)以及泰州市的靖江市属于吴语区。
苏北地区的文化主体在黃河故道以南地區，大概位於淮安、扬州、泰州、盐城、南通、镇江一带（其中扬州为第一批国家历史文化名城，镇江、淮安为第二批国家历史文化名城，南通、泰州、高邮为增补国家历史文化名城），主要地貌为里下河水乡。
苏北人创造了著名的淮扬菜系，明朝時期的淮安府，揚州府皆全境。
苏北地区一向出文人和卿相，劉邦、項羽、枚乘、鲍照、秦观、张耒、张若虚、吴承恩、刘鹗、郑板桥、朱自清、梅兰芳等皆出自苏北，新中国四代领导核心，就有周恩来、江泽民、胡锦涛三人出自苏北。
苏北地区主要的地方戏包括淮剧、扬剧、淮海戏等。

## 交通

### 水运
苏北地区的交通在以前一向以水运为主，京杭大运河为交通动脉。

### 公路
苏北地区在1990年代以后，已经建成几乎通达所有县份的密集的高速公路网，并可通过长江上新建的众多公路桥与上海、苏南地区联系。

### 铁路
相较于密集的公路网，苏北的铁路网发展滞后，直到20世纪末，只有一条陇海铁路穿过苏北北部边缘，苏北腹地大部分地区长期不通铁路，直到2000年以后，才有新长铁路、宁启铁路陆续通车，但这些铁路线仍然为非电气化的单线轨道，铁路运力低下。而且缺少铁路过江通道。这种现象预计在2020年左右有所缓解。至2016年，宁启铁路复线电气化建成运营。2018年12月，青盐铁路开通运营，盐城和连云港两市首开动车。2019年12月，徐宿淮盐铁路、连淮扬镇铁路连淮段开通运营，宿迁、淮安、盐城和连云港等四市开通高铁。同时还有沪通铁路，连淮扬镇铁路淮镇段，连徐高铁，盐通高铁在建。

## 移民上海
20世纪初，苏北地区曾有大量移民涌入上海，成为今日上海居民的重要组成部分。
他们大部分聚居在城市西北部的闸北区、普陀区，部分分布在城市东北部的杨浦区、虹口区，与来自宁波的移民杂居。
一些精英分子，居于社会上层，例如北四行的创始人之二，淮安籍的银行家谈荔孙（大陆银行董事长兼总经理）、周作民（金城银行董事长兼总经理）等人。